# Українці Разом
«Українці Разом» (до 2020 — Третя сила) — політична партія України, зареєстрована 30 січня 2005 року. Очолює партію Руслан Руденко.

## Історія
Політична партія «Третя сила» офіційно зареєстрована Міністерством юстиції 28 січня 2005 року (свідоцтво № 106). Перший з'їзд партії було проведено 12 березня 2005 року.
Партія брала участь у парламентських виборах 2006 року, до виборчого списку партії входив також відомий співак М. Поплавський, однак до Парламенту не потрапила, набравши 0,13 % голосів виборців. Найбільшою підтримкою партія втішалася на Полтавщині та на Київщині (близько 0,5 %), найменшою — на Донбасі та у Західній Україні (до 0,05 %)
До 12 січня 2020 року партію очолював Василь Гаврилюк.

## Засновники
Ініціаторами створення ПТС були Василь Гаврилюк, Віктор Рибаченко та Ігор Найда, які влітку 2004 року створили громадську організацію "Фундація конструктивних ініціатив «Третя сила», а наприкінці року — політичну партію «Третя сила». Автором Програми партії, прийнятої 12 березня 2005 року, та всіх інших головних програмно-ідеологічних документів партії (в тому числі виборчої програми 2006 року «1000 слів правди») є заступник Голови ПТС Віктор Рибаченко.

## Лідер партії
Головою партії станом на початок 2020 року є Руслан Руденко